# Antheraea mentawai
Antheraea mentawai is een vlinder uit de familie nachtpauwogen (Saturniidae), onderfamilie Saturniinae.
De wetenschappelijke naam van de soort is voor het eerst geldig gepubliceerd door Naessig, Lampe & Kager in 2002.